# Esferoidita
L'esferoidita és un microconstituent que apareix en alguns acers. Està format per una matriu ferrítica amb partícules gruixudes de cementita. En aquesta estructura les dislocacions troben moltes menys intercares cementita - ferrita que en la perlita i altres microconstituent i açò fa que les dislocacions es propaguen amb facilitat, formant aliatges molt dúctils i tenaços.